# Dumb Ways To Die
Dumb Ways to Die ("Những cách ngốc nghếch để chết") là một dịch vụ chiến dịch thông báo công cộng của Úc phát động bởi Metro Trains tại Melbourne, Victoria, Úc, để thúc đẩy an toàn đường sắt. Các video chiến dịch lan truyền thông qua chia sẻ và truyền thông xã hội bắt đầu vào tháng 10 năm 2012.

## Chiến dịch
Chiến dịch này được phát động bởi hãng quảng cáo McCann Melbourne. Nó xuất hiện trên báo chí, đài phát thanh địa phương, quảng cáo ngoài trời, trong suốt mạng lưới tàu điện Metro Trains và trên Tumblr. John Mescall, sáng tạo giám đốc điều hành của McCann, cho biết: "Mục tiêu của chiến dịch này là để thu hút những khán giả thực sự không muốn nghe bất kỳ loại thông điệp về an toàn đường sắt nào, và chúng tôi nghĩ rằng Dumb Ways To Die sẽ thu hút được." McCann ước tính rằng trong vòng hai tuần, nó đã tạo ra ít nhất 50 triệu đô-la của các giá trị truyền thông toàn cầu, thêm vào câu chuyện hơn 700 phương tiện truyền thông, cho "một phần nhỏ của chi phí của một quảng cáo truyền hình". Theo Metro Trains, chiến dịch đã góp phần giảm hơn 30% trong các vụ tai nạn, từ 13,29 tai nạn trên triệu km vào tháng 10 năm 2011 đến tháng 1 năm 2012, đến 9.17 tai nạn trên triệu km trong tháng 11 năm 2012 - tháng 1 năm 2013.

### Video
Một đoạn video được phát triển bởi Pat Baron, hoạt họa bởi Julian Frost, và sản xuất bởi Cinnamon Darvall. Nó đã được tải lên YouTube vào ngày 14 tháng 11 năm 2012 và được công bố hai ngày sau đó. Nó đặc trưng cho "một trong hai mươi dấu hiệu giết bản thân trong cách ngu ngốc" mà đỉnh cao là ba nhân vật cuối cùng bị giết chết bởi xe lửa do hành vi không an toàn. Nó đạt được được 2.5 triệu lượt xem trong 48 giờ và 4,7 triệu lần trong vòng 72 giờ. Trong vòng hai tuần, video đã được xem 30 triệu lần. Tính đến tháng 10 năm 2015, video đã nhận được hơn 113 triệu lượt xem.
McCann đã phát hành một "bản Karaoke chính thức" của video vào ngày 26 tháng 11 năm 2012.

### Bài hát
Bài hát "Dumb Ways To Die" trong video được viết lời bởi John Mescall với nhạc của Ollie McGill đến từ nhóm The Cat Empire. Bài hát được Emily Lubitz, giọng ca chính của Tinpan Orange trình diễn, với McGill hát nền.
Bài hát được phát hành trên iTunes với tên ban nhạc "Tangerine Kitty" (ám chỉ đến Tinpan Orange và The Cat Empire).

#### Bảng xếp hạng
| Bảng xếp hạng (2012-13)            | Thứ hạng cao nhất |
| ---------------------------------- | ----------------- |
| Bỉ (Ultratip Flanders)             | 9                 |
| Hà Lan (Single Top 100)            | 94                |
| UK Indie (Official Charts Company) | 38                |